# S/2010 J 2

S/2010 J 2로 알려진 목성 LII는 목성의 자연 위성이다. 2010년 Christian Veillet에 의해 발견되었다. 2015년 3월에 영구 번호를 받았다. 목성 주위를 공전하는 데 1.69년이 걸리고 평균 거리는 2101만 km이다. S/2010 J2의 반경(크기)은 1.00km이며 이는 직경 2.00km에 해당한다.
S/2010 J2는 2010년 9월 8일 C. Veillet에 의해 발견되었다.
S/2010 J2 궤도 주기, 즉 목성 주위를 한 바퀴 도는 데 걸리는 주기는 588.1일이다. 이 수치는 사이드릴 기간이라고도 알려져 있다. 이 수치는 NASA 에서 나온 것이다.
S/2010 J2' 적도 반경은 1.00km이다. 값은 적도에서 해당 물체의 반경(km)이다.

## 정보
궤도의 장반경은 20307 10^3Km이며, 이는 타원점의 중심에서 가장자리까지 가장 먼 지점이다.
S/2010 J2의 적도 둘레는 6.3km이다. S/2010 J2의 표면적은 12.57 Km^2이다. 평균 궤도 속도(MOV)는 궤도를 도는 속도가 8823.00km/h이다. 개체와 부모 개체의 평균 거리는 20307150.00km이다. S/2010 J2의 궤도 경사( S/2010 J2가 궤도면에 대해 공전하는 각도)는 150.4도이다. 궤도 이심률은 S/2010 J2의 0.307이다. 이는 S/2010 J2가 타원형(1) 궤도가 아닌 원형(0) 궤도에 가까운 궤도를 그리는 정도이다.
누군가 나에게 km^3이 무엇을 의미하는지 명확히 해달라고 요청한 것처럼 이는 킬로미터 세제곱을 의미한다. 즉, 3^3은 3*3*3이다. 9를 의미하는 것이 아니다. 물체의 크기, 높이, 너비 및 깊이를 나타낸다. 마찬가지로 km^2는 물체의 높이와 너비를 나타낸다.

## 같이 보기
- S/2009 S 1